# Koszmosz–7
A Koszmosz–7 (oroszul: Космос 7) Koszmosz műholdak, a szovjet műszeres műhold-sorozata tagja, Zenyit–2 típusú felderítő műhold.

## Küldetés
Szolgálati feladata a Koszmosz–4 műholddal megegyező volt. Katonai felderítő feladatot látott el, illetve a Starfish Prime keretében végrehajtott amerikai magas légköri atomrobbantás utáni sugárzási szintet mérte, biztosítva a Vosztok–3 és Vosztok–4 csoportos űrrepülés veszélytelenségét.

## Jellemzői
Az OKB–1 tervezőirodában kifejlesztett műhold.
1962. július 28-án a Bajkonuri űrrepülőtér indítóállomásról egy Vosztok–2 rakétával juttatták alacsony Föld körüli pályára. A 90 perces, 64,9 fokos hajlásszögű elliptikus pálya elemei: perigeuma 197 kilométer, apogeuma 221 kilométer volt. Hasznos tömege 4610 kilogramm. Energiaellátását kémiai akkumulátorok biztosították, élettartamuk 10 nap volt.
1962. augusztus 1-én földi parancsra belépett a légkörbe és hagyományos módon – ejtőernyős leereszkedés – visszatért a Földre.

## Külső hivatkozások
- Koszmosz–7. nasa.gov. (Hozzáférés: 2012. november 30.)
- Koszmosz–7. lib.cas.cz. [2013. október 13-i dátummal az eredetiből archiválva]. (Hozzáférés: 2013. április 6.)

| Elődje: Koszmosz–6 | Koszmosz-program 1962 | Utódja: Koszmosz–8 |